# MP da Last Don
MP da Last Don è il settimo album del rapper statunitense Master P, pubblicato nel 1998 da No Limit, Priority Records e Virgin Music. A poco più di un mese dalla sua uscita, l'album è certificato multi-platino dalla RIAA per le oltre 4 milioni di unità fisiche vendute.
MP da Last Don risulta essere l'album che ha registrato le maggiori vendite nella carriera di Master P.
| Recensione       | Giudizio |
| ---------------- | -------- |
| AllMusic         | [ 3 ]    |
| Rolling Stone    | [ 4 ]    |
| Robert Christgau | C+       |

## Tracce
Disco 1
1. Da Last Don – 3:36
2. Till We Dead and Gone (featuring Bone Thugs-N-Harmony) – 5:18
3. Thinkin' Bout U (featuring Mia X & Mo B. Dick) – 3:46
4. Soldiers, Riders & G's (featuring Mystikal, Silkk the Shocker & Snoop Dogg) – 4:34
5. The Ghetto's Got Me Trapped (featuring Silkk the Shocker & Sons of Funk) – 2:35
6. Get Your Paper (featuring E-40) – 4:44
7. Ride – 4:06
8. Thug Girl (featuring Silkk the Shocker & Snoop Dogg) – 3:13
9. These Streets Keep Me Rollin' (featuring Fiend) – 3:07
10. Black and White (featuring Silkk the Shocker) – 4:45
11. War Wounds (featuring Fiend, Silkk the Shocker, Mystikal & Snoop Dogg) – 4:22
12. Dear Mr. President (featuring Mac) – 4:13
13. Mama Raised Me (featuring Snoop Dogg & Soulja Slim) – 3:11
14. Let My 9 Get 'Em – 3:20

Disco 2
1. More 2 Life (featuring C-Murder) – 3:43
2. Ghetto Life (featuring UGK, Mo B. Dick & Odell) – 4:54
3. Gangsta B... (featuring Steady Mobb'n) – 3:50
4. So Many Souls Deceased (featuring Ghetto Commission) – 4:23
5. Rock-A-Bye Haters – 0:23
6. Snitches (featuring Snoop Dogg) – 4:08
7. Family Business – 0:28
8. Let's Get 'Em (featuring C-Murder & Magic) – 4:14
9. Goodbye to My Homies (featuring Silkk the Shocker, Mo B. Dick & Sons of Funk) – 4:12
10. Welcome to My City (featuring Mac & O'Dell) – 3:25
11. Ghetto Love (featuring Mia X & Mo B. Dick) – 3:35
12. Make 'Em Say Uhh 2 (featuring Fiend, Silkk the Shocker, Mia X & Snoop Dogg) – 4:28
13. Hot Boys and Girls (featuring Kane & Abel, Silkk the Shocker, Mia X & Mystikal) – 5:24
14. Reverse the Game – 0:31
15. Eternity (featuring C-Murder & Mr. Serv-On) – 4:11

## Classifiche

### Classifiche settimanali
| Classifica (1998)         | Posizione massima |
| ------------------------- | ----------------- |
| Stati Uniti               | 1                 |
| US Top R&B/Hip-Hop Albums | 1                 |

### Classifiche di fine anno
| Classifica (1998)         | Posizione massima |
| ------------------------- | ----------------- |
| US Top R&B/Hip-Hop Albums | 7                 |